# Kasperi Vehmaa
Kasperi Vehmaa (* 16. Januar 2005 in Lappeenranta) ist ein finnischer Leichtathlet, der sich auf den Weitsprung spezialisiert hat.

## Sportliche Laufbahn
Erste internationale Erfahrungen sammelte Kasperi Vehmaa im Jahr 2022, als er bei den U18-Europameisterschaften in Jerusalem mit 7,50 m den vierten Platz im Weitsprung belegte und mit der finnischen Sprintstaffel (1000 Meter) im Finale disqualifiziert wurde. Im Jahr darauf wurde er bei den U20-Europameisterschaften ebendort mit 7,84 m Vierter im Weitsprung und belegte mit der 4-mal-400-Meter-Staffel in 3:10,04 min den achten Platz. 2024 schied er bei den Europameisterschaften in Rom mit 7,63 m in der Qualifikationsrunde aus und im Jahr darauf gewann er bei den U23-Europameisterschaften in Bergen mit windunterstützten 7,95 m die Bronzemedaille hinter dem Franzosen Erwan Konaté und Boschidar Sarabojukow aus Bulgarien.
In den Jahren 2023 und 2024 wurde Vehmaa finnischer Hallenmeister im Weitsprung.